# Ruth E. Gordon
Ruth Evelyn Gordon (Richmondville, Nueva York; 30 de agosto de 1910-Montgomery Village, Maryland; 1 de enero de 2003) fue una bacterióloga y taxónoma estadounidense.

## Biografía
Nació en Richmondville (Nueva York) el 30 de agosto de 1910 y estudió química en la Universidad Cornell, donde se graduó en 1932 y logró el título de Philosophiæ doctor (Ph. D.) en 1934. Trabajó para el New York Veterinary College de su universidad, el Departamento de Agricultura de los Estados Unidos, en el U. S. Army Medical Center durante la Segunda Guerra Mundial, el American Type Culture Collection y, por último, el Waksman Institute of Microbiology de la Universidad Rutgers, de la que fue profesora desde 1971 hasta su jubilación en 1981. Especialista en las clases bacterianas Bacilli y Actinobacteria, llevan su nombre el género Gordonia y la especie Mycobacterium gordonae. Ruth Gordon falleció el 1 de enero de 2003 en Montgomery Village (Maryland).